# Habitacions prehistòriques de Son Mut Vell - Darrera ses Cases
Les habitacions prehistòriques de Son Mut Vell - Darrera ses Cases és un jaciment arqueològic situat al costat de les cases de la possessió de Son Mut Vell del municipi de Llucmajor, Mallorca.
En aquest jaciment només es poden observar algunes filades de dues estructures separades una vintena de metres. Una d'elles està constituïda per una filada de 5 peces que corre en direcció sud-est a nord-oest. A sobre s'hi ha acaramullat moltes pedres petites. D'altres construccions no en queda pràcticament res visible.